# Václav Vohralík
Václav Vohralík (* 24. Januar 1892 in Brünn; † 6. Juni 1985 in Sydney, Australien) war ein tschechoslowakischer Mittelstreckenläufer, der sich auf die 1500-Meter-Distanz spezialisiert hatte, und Fußballtrainer.
Bei den Olympischen Spielen 1920 in Antwerpen wurde er über 1500 m Vierter in 4:04,6 min. Seine persönliche Bestzeit von 4:01,6 min stellte er am 26. Juni 1921 in Kopenhagen auf.
Von 1933 bis 1934 trainierte er den FC Zbrojovka Brünn.